# 배덕자
"배덕자"는 한국에서 제작된 강대하 감독의 1976년 드라마, 범죄 영화이다. 이낙훈 등이 주연으로 출연하였고 황영실 등이 제작에 참여하였다.

## 출연

### 주연
- 이낙훈
- 여수진
- 문오장